# 浪漫沙加2
《浪漫沙加2》是一款由史克威尔公司制作和发行的角色扮演类游戏。游戏于1993年12月10日在日本地区超级任天堂发行。游戏后在任天堂Virtual Console发行。
至2003年3月，《浪漫沙加2》共售出150万份。《Fami通》给与本游戏26/40的评分。
2024年10月24日，首部3D完全重製版發售，標題為《復活邪神2 七英雄的復仇》。

## 故事
「七英雄」曾拯救了世界，但因為古代人忌憚其強大的力量而將他們流放到異世界。數千年後，當七英雄已成為口耳相傳的傳說，人們都相傳他們會再次拯救世界的時候，他們終於回歸了。
傳說中的七英雄之一庫吉辛突襲巴雷努帝國的首都阿瓦隆。他殘害居民並奪走了帝國第一皇子的性命，皇帝雷昂發誓要向擁有強大力量的七英雄復仇。藉由從魔導士奧艾薇獲得的「傳承法」，得以將他的力量與記憶傳承繼任皇帝。帝國的皇帝們與七英雄漫長又激烈的史詩就此拉開帷幕。
在重置版《復活邪神2 七英雄的復仇》中，可逐漸獲得七英雄的記憶，並逐漸拼湊出他們過去遭到放逐的真相。

## 系統

### 自由劇本
玩家可自由選擇對話的選項、移動及行動的順序等，所有行動都會對劇情產生影響。玩家可以從多個目的地或事件中選擇其一進行，視情況也可以中途放棄事件。無論做何選擇故事都會推進，但發生的事件則會有很大的差異。

### 戰鬥系統
當角色在戰鬥中準備攻擊時，如果觸發了「閃悟」，角色頭上會出現一個小燈泡發亮的動畫，並在當下立即學會一個新技能。角色當下會立刻改為使用新學會的技能，而非原本輸入的動作。當角色被敵人使用某個技能攻擊時，有機會在當下完全迴避該次攻擊並習得該技能的識破效果。習得後，在後續戰鬥中即可100%閃避該技能。要識破強力技能，就必須與能使用該技能的強敵戰鬥。
本作同樣導入了「陣形系統」，可預先從具備不同特性的陣形中進行選擇，每種陣形具有特定效果，例如：確保先制攻擊、將敵人攻擊集中在特定成員身上等。讓具備對應陣行職業的角色成為皇帝，並與進行訓練的士兵對話即可習得新的陣形。不過許多陣形效果在隊伍中只要有一人無法戰鬥就會失效（屬性加成類效果則不會消失）。

### 都市開發
在巴雷努帝國的帝都阿瓦隆建設打鐵舖和法術研究所各種設施，就能開發出新的武器或法術。但這些建設都需要消耗帝國資金。

### 繼承皇位
透過推進事件遊戲內會發生「年代跳躍」，或是皇帝的LP歸零、隊伍全滅以及選擇退位時，玩家需要從候選者中挑選下一任皇帝。
年代跳躍僅會在完成像是「○○被制壓了」這類字幕事件時，且滿足特定條件下才會發生。這些條件會依照事件完成時獲得的隱藏參數（分數）來計算，當這些分數達到或超過指定數值，或在分數未達指定值的情況下累積足夠的戰鬥次數時，便可觸發年代跳躍。年代跳躍有時會導致部分事件內容改變、消失，甚至觸發新的事件。隨著遊戲進行，部分「七英雄」也有可能變得更強。透過「年代跳躍」，已學會的技能會被登錄在「技能道場」中，讓所有角色都能使用，上一代所開發的武器、防具也會量產化，能夠在商店中購買，還可能完成新的合成術。
若隊伍全滅則會從尚未加入隊伍的角色中選出4人讓玩家從中選擇新皇帝；如果是在年代跳躍前皇帝的生命點數（LP）歸零死亡，則會從當時仍在隊伍中的4人裡選擇繼任者，並繼續那個時代的冒險。當「最終皇帝」（後述）登場後，就無法再透過年代跳躍來繼承皇位。

## 備註
1. ↑  移动电话版由Square Enix开发。[1]复刻版由ArtePiazza开发。[2]

## 外部連結
- 復活邪神2 七英雄的復仇官方網站(日本) （页面存档备份，存于）
- 復活邪神2 七英雄的復仇繁體中文版介紹 （页面存档备份，存于）